# Herbort z Fulmu
Herbort z Fulmu, nm. Drost Herbrod von Fülme, z Gór Wezerskich (ur. ok. 1220 Fülme, zm. ok. 1300, Fulsztajn) – landwójt z Fülme (niższa szlachta).
Herbort z Fulmu przybył w orszaku biskupim z miejscowości Fülme (nad Wezerą w Westfalii) razem z liczną grupą osadników na Morawy oraz Śląsk. Odnotowany jako podstoli przy ołomunieckim biskupie Brunonie ze Schauenburku (wcześniej biskupie Hamburga i Lubeki), jako proboszcz Graf Bruno von Schaumburg-Holstein, wyznaczany w roku 1245 przez króla czeskiego na funkcję kolonizatora i biskupa Ołomuńca (nm. Olmütz) oraz Moraw, następnie kanclerz króla Przemysława Ottokara II.
W roku (1241 uczestnik bitwy pod Legnicą), w roku 1253 razem z księciem Władysławem opolskim uczestniczył w wyprawie na Ruś Halicką przeciw księciu Danielowi Halickiemu. W roku 1255 otrzymał od biskupa Brunona jako lenno miejscowość Porziczie, którą zamienił na własną siedzibę rodową zamek Fulmenstein. W roku 1278 wziął udział w wyprawie króla Przemysława II Otokara przeciw pogańskim Prusom, uczestnik bitwy pod Suchymi Krutami.
Herbort z Fulmu jest protoplastą jednego ze znaczniejszych rodów szlacheckich w Europie, którego wpływy sięgały Moraw, Czech, Śląska i Polski. Razem z saskimi rycerzami przybyli następnie do Polski, Czech oraz na Węgry liczni osadnicy dając na tych ziemiach początek osadnictwa na prawie niemieckim. Potomstwo Herborta to siedmiu synów:
- Jan (Johannes von Kranowitz), II syn Herborta (po śmierci ojca wrócił do Westfalii)
- Herbord II. de Traberch (de Traberger) – zginął w bitwie na Morawskim Polu 1278, razem z ojcem w Grazu 1264, miał syna Herborta Traberger de Fullinstein,
- Ekrik (Ekkerich, Eckerich) 1264, podział majątku w 1266, wójt Nysy do 1268, miał syna Johanna Eckericha, kanonik we Wrocławiu 1296–1316, oraz drugiego syna Heborta z Fulmu – giermek 1293–1296, następnie Henryków na Śląsku, 1310 Fullstein, 1313 pan na Kranowicach,
- Detrzich (Dietrich) z Fulmu, cognatus, 1264,
- Dietrich 1255, w Ołomuńcu 1270–1317, proboszcz Brna 1281,
- Hanning (Johannes), giermek 1251–1266, rycerz 1268–1288 w Minden, miał synów Waltera, Eckericha w 1284 w Hausbergen k. Minden oraz Herborta Waltera w 1286 w Minden
- Konrad, podkomorzy opawski 1281,
- Heinrich 1264, notariusz w Opawie, następnie w Ołomuńcu 1316.

Potomkowie tego rodu podzielili się na kilka gałęzi. Jedna pozostała na Morawach, druga podzieliła się w Polsce na dwie gałęzie: śląską oraz wschodniomałopolską w Felsztynie, dochodząc do wysokich godności państwowych w I Rzeczypospolitej.